# Alexander Dallas Bache

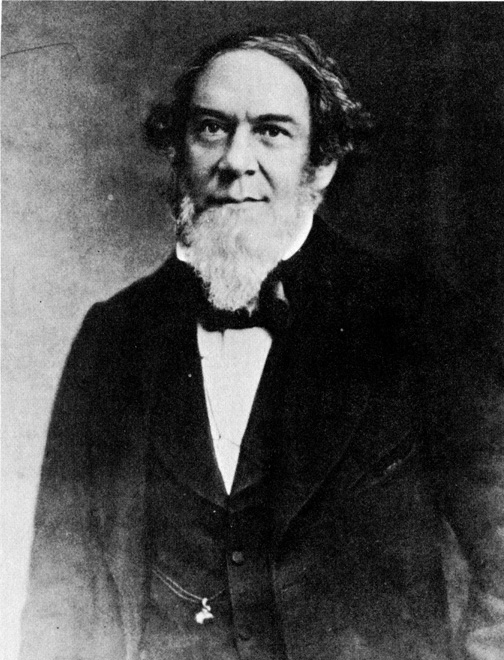
Alexander Dallas Bache

Alexander Dallas Bache ( * Filadelfia, 19 de julio de 1806 - Newport (Rhode Island), 17 de febrero de 1867) fue un físico y científico estadounidense, bisnieto de Benjamin Franklin. Fue el primer presidente de la Academia Nacional de Ciencias de Estados Unidos, desde su fundación, en 1863, hasta su muerte en 1867.
A la edad de quince años ingresó en la Academia Militar de los Estados Unidos, siendo el más joven de su clase, y el 1 de julio de 1825 se graduó, ejerciendo allí después como profesor adjunto de ingeniería durante algún tiempo. Fue teniente dentro del cuerpo de ingenieros, siendo contratado durante uno o dos años en la construcción de fortificaciones del ejército en la costa. Allí conoció a Nancy Clarke Fowler, con quien contrajo matrimonio en 1828.
Ese mismo año abandonó el ejército y ocupó el puesto de profesor de filosofía natural y de química en la Universidad de Pensilvania, en 1828-1841 y 1842-1843. Como miembro del Franklin Institute y del American Philosophical Society de Filadelfia, dirigió destacados estudios científicos sobre mecánica general, magnetismo terrestre, y pesos y medidas.
Como consecuencia de su preocupación por la educación, y al aceptar la presidencia del colegio "Stephen Girard", que lleva el nombre de su benefactor (un rico mercante de Filadelfia, quien murió en 1831), pasó varios años (1836-1838, 26 meses en total) en Europa con el objetivo de analizar sus sistemas educativos, examinando un total de 278 colegios y publicando a su regreso el valioso informe Report on Education in Europe (1839).
En 1843, a la muerte del profesor F.R. Hassler (1770-1843), le fue asignado el cargo de superintendente de Bacan en el United States Coast Survey, que ocuparía hasta su muerte. Logró convencer al Congreso de la gran importancia de este trabajo y, con la ayuda de los liberales, llevó a cabo un extenso plan cartográfico con una gran habilidad y unos resultados más que satisfactorios. Gracias a una hábil división del trabajo, y a la construcción de numerosas estaciones de observación, se logró cartografiar la costa por completo. Además, durante el plan se logró reunir una gran información tanto magnética como meteorológica.
Bache murió en Newport (Rhode Island) el 17 de febrero de 1867, después de una larga enfermedad.